# Юрій Сергій Ілліч
Сергі́й Іллі́ч Юрі́й (30 січня 1950, село Шишківці Новоселицький район Чернівецька область, УРСР — 11 листопада 2012) — український вчений у галузі економіки, педагог, громадський діяч. Доктор економічних наук (1996), професор (1997). Почесний професор Міжнародного Віденського університету (2006, Австрія). Заслужений діяч науки і техніки України (2004). Дійсний член Академії економічних наук України (2002) та Української академії економічної кібернетики (2003). Ректор Тернопільського національного економічного університету (2002—2012) (Нині - Західноукраїнський національний університет). Депутат Тернопільської обласної ради (2006—2012).

## Життєпис
Сергій Ілліч Юрій народився 30 січня 1950 року в селі Шишківці Новоселицького району Чернівецької області.
Закінчив Чернівецький фінансовий технікум, потому Тернопільський фінансово-економічний інститут (тепер Західноукраїнський національний університет).
Працював викладачем, старшим викладачем, доцентом кафедри грошового обігу і кредиту, завідувачем кафедри фінансів, директором Інституту фінансів, деканом фінансово-економічного факультету Тернопільської академії народного господарства.
У 1996 році захистив докторську дисертацію «Спільне підприємництво в Україні: фінансовий аспект розвитку».
Від 2002 року — ректор Тернопільського національного економічного університету (Нині - Західноукраїнський національний університет).
Від 2008 року — також завідувач кафедри міжнародних фінансів Україно-німецького економічного факультету.

## Науковий доробок
С. І. Юрій — автор близько 200 наукових праць, керівник і розробник 10 наукових тем державного значення.
Науковець підготував 26 кандидатів та 5 докторів наук. Брав участь у роботі групи фахівців із підготовки Бюджетного кодексу України.
С. І. Юрій був членом редакційних колегій журналів «Вісник Тернопільського національного економічного університету», «Економіст», «Фінанси України» (м. Київ), «Реґіональна економіка» (м. Львів), «Журнал європейської економіки»; головним редактором журналу «Світ фінансів». Співкерівник спільного європейського проекту ТНЕУ з університетами міст Франкфурт-на-Майні (Німеччина), Роттердам (Нідерланди), Ліон (Франція) за програмою Комісії ЄС «Європейські економічні відносини у сфері бізнесу».

## Нагороди
- Премія імені С. Подолинського (2003).
- Орден Миколая Чудотворця (2004),
- Орден св. Архістратига Михаїла (2004),
- Орден «За заслуги» 3-го ступеня (2007).
- Знак П. Могили (2005).
- Знак «Почесна відзнака ДПА України» (2005).